# ハインリヒ32世・ロイス・ツー・ケストリッツ

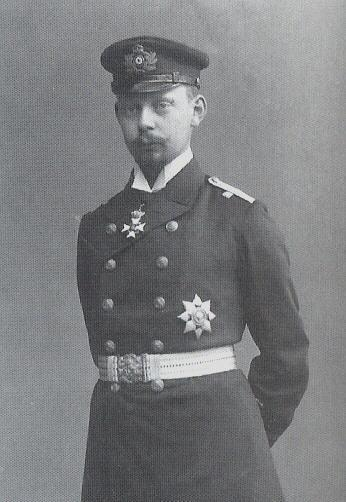
海軍将校の制服を着けたロイス＝ケストリッツ侯子ハインリヒ32世

ハインリヒ32世・ロイス・ツー・ケストリッツ（Heinrich XXXII. Prinz Reuß zu Köstritz, 1878年3月4日 イスタンブール - 1935年5月6日 バート・テルツ）は、ドイツの貴族、海軍軍人。最終階級は海軍大尉。

## 生涯
ロイス＝ケストリッツ侯子ハインリヒ7世とその妻でザクセン＝ヴァイマル＝アイゼナハ大公カール・アレクサンダーの娘であるマリーの間の第1子、長男として生まれた。ドイツ帝国海軍の士官となり、海軍中尉としての軍務の中で日本や中国を含む世界各地を周航している。1906年には私的にアメリカ合衆国を旅行し、サンフランシスコ、シカゴ、ニューヨークそしてワシントンD.C.といった大都市を訪れた。
ドイツに帰国後、1907年から1909年までケルンの商業専門学校で学んだ。在学中に研究を重ね、ビジネスでの成功や産業、商業活動に関する知識や関心を深めた。この時期に海軍を退役している。彼は商業専門学校教授クリスティアン・エッカートに師事し、エッカートとは1920年まで経済学に関する活発な文通を交わした。専門学校を出ると、パリのドイツ大使館に勤務した。
1900年より、従兄のザクセン＝ヴァイマル＝アイゼナハ大公ヴィルヘルム・エルンスト及び母マリーに次いで、オランダ王位継承権第3位の地位にあり、一時は不人気なヴィルヘルム・エルンストに代わる有力な次期国王候補と見なされたこともあった。もっとも、1909年にオランダ女王ウィルヘルミナに娘ユリアナが誕生すると、王位を継承する見込みはなくなった。
1920年5月19日にドローゲルヴィッツにおいて、リッペ侯子ルドルフの娘マリー・アーデルハイトと結婚した。しかし結婚生活は1年と続かず、1921年2月18日に2人は離婚した。このときアーデルハイトはハインリヒ32世の末弟ハインリヒ35世の子供を身ごもっており、2か月後の1921年4月12日にハインリヒ35世とブレーメンで結婚した。彼女はその1か月後の1921年5月26日にハインリヒ35世との間の息子ハインリヒ5世（1921年 - 1980年）を出産している。
この家族ぐるみの醜聞沙汰の後、ハインリヒ32世は再婚することのないまま亡くなった。

## 引用・脚注
1. ↑  Prince Heinrich XXXII is visiting the US, 28 October 1906
2. ↑  Prince As A Business Man, The New York Times, 28 April 1907
3. ↑  “The Dutch Throne”, The Observer, (27 December 1908)
4. ↑  The Dutch Succession, The Washington Post, 27 April 1902
5. ↑  Heinrich Adamy: Die Schlesischen Ortsnamen ihre entstechung und bedeutung, Breslau: Verlag von Priebotsch`s Buchhandlung, 1888, S. 16
6. ↑  リッペ侯子ルドルフ（1856年 - 1931年）は、リッペ侯国摂政エルンスト・ツア・リッペ＝ビースターフェルト伯爵の弟、最後のリッペ侯レオポルト4世の叔父。
7. ↑  Lionel Gossman, Brownshirt Princess: A Study of the Nazi Conscience, Cambridge 2009, S. 65
8. ↑  ハインリヒ35世（1887年 - 1936年）は1911年、ザクセン＝アルテンブルク公子アルベルトの娘で、メクレンブルク地方ゼラーン（ドイツ語版）の所領の女子相続人であるマリー（1888年 - 1947年）と結婚したが、1921年のこの醜聞に際して離婚した。2人の間の一人娘マリー（1912年 - 1933年）が若くして死ぬと、ゼラーン荘園の相続人にはプラシュマ伯爵家からの養子が迎えられた。